# 1881 a vasúti közlekedésben
Ez a szócikk a 1881-ben történt vasúti eseményeket mutatja be.

## Események Magyarországon
- Február 1. - A MÁV megszünteti a 4. kocsiosztályt[1]